# Albrecht Wilke
Albrecht Wilke (* 10. Januar 1843 in Gützkow; † 5. Oktober 1902 in Gandersheim) war ein deutscher Lehrer und Schuldirektor.

## Leben
Albrecht Wilke wurde 1843 in Gützkow, 20 km südlich von Greifswald, geboren. Er besuchte das Gymnasium in Anklam und studierte anschließend von 1864 bis 1868 an der Universität Greifswald Mathematik und Naturwissenschaften mit dem Schwerpunkt Chemie. Er war kurze Zeit als Hauslehrer tätig, legte im Juli 1870 die Staatsprüfung für das Lehramt ab und arbeitete im selben Jahr als Lehrer in Sonderburg. Wilke nahm am Deutsch-Französischen Krieg 1870/1871 teil. Er wurde 1873 Lehrer an der höheren Schule in Wollin und ging noch im selben Jahr  an eine Realschule in Kiel. Im Jahr 1881 wurde er als Lehrer und Schulleiter an die Realschule in Gandersheim im Herzogtum Braunschweig berufen. Er betrieb erfolgreich den Ausbau dieser Schule zu einem Realgymnasium, welches dann 1899 in ein Progymnasium mit Realabteilung überführt wurde. In der Schaffung dieser ersten Höheren Bürgerschule in Gandersheim ist Wilkes Hauptleistung zu sehen. Daneben publizierte er pädagogische Schriften und war in der Kommunalpolitik aktiv. Er war mehrere Jahre Mitglied der Stadtverordnetenversammlung, deren Vorsitzender er von 1893 bis 1900 war.
Wilke erhielt 1883 den Titel Schuldirektor und 1895 den Professorentitel verliehen. Er wurde mit dem Ritterkreuz Zweiter Klasse des Herzoglichen Ordens Heinrichs des Löwen ausgezeichnet. Im Jahr 1901 wurde er zum Ehrenbürger von Gandersheim ernannt. Wilke ging 1901 auf eigenen Wunsch in den Ruhestand und starb im Oktober 1902 im Alter von 59 Jahren in Gandersheim.

## Schriften (Auswahl)
- Geognostisch-geologische Exkursionen in der Umgebung Gandersheims. 1885.
- Leitfaden für den Unterricht in Chemie und Mineralogie. 1893.